# Żyletka

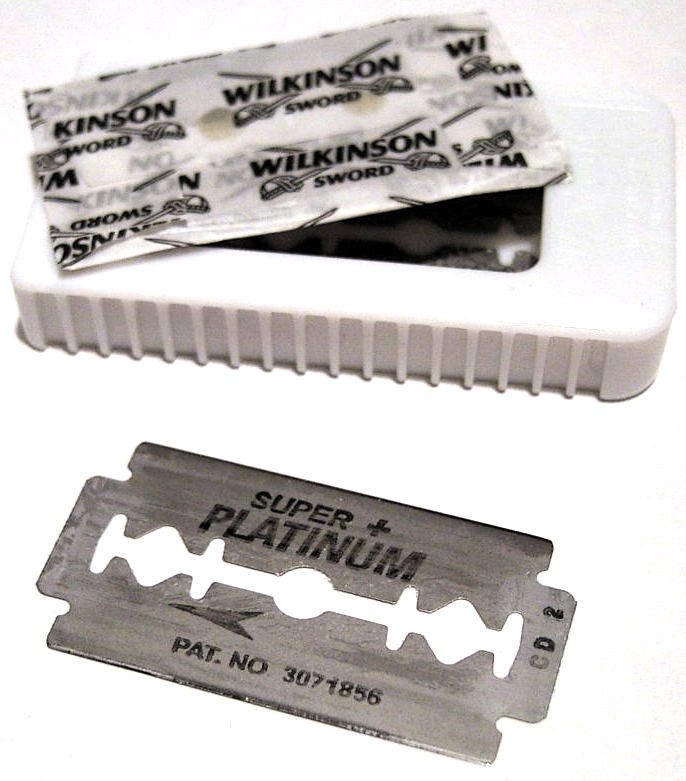
Żyletka wraz z typowym opakowaniem

Żyletka – ostrze maszynki do golenia, które w przeciwieństwie do brzytwy umożliwiają usuwanie zarostu na twarzy i owłosienia z innych części ciała w bezpieczny sposób, znacznie redukując możliwość zranienia, nawet jeśli jest używana przez osobę niedoświadczoną. Współczesne żyletki wykonywane są ze stali nierdzewnej.
Żyletki stosowane są również w niektórych modelach brzytew, które umożliwiają wymianę ostrza.
Polska nazwa wywodzi się od nazwiska amerykańskiego wynalazcy Kinga Campa Gillette’a, który w 1904 roku opatentował maszynkę do golenia z wymiennym ostrzem dwustronnym.
Do naszych czasów żyletki dwustronne i maszynki na takie żyletki dotrwały bez większych zmian. Ostrza jednostronne są produkowane również do dziś. Przez lata dodano jedynie nowe kształty otworów wewnętrznych (ze względu na walkę konkurencyjną) oraz zmieniano materiał ostrza. Najnowszą zmianą było pokrycie żyletek teflonem wymyślone przez firmę Wilkinson Sword. Obecny kształt otworu wewnętrznego został zaprojektowany przez Gillette na podstawie rozwiązań przejętej w 1930 r. firmy „Probak Corporation”. 

## Polskie marki żyletek
Przed 1939 rokiem
- Chromstal – fabryka w Krakowie przy ulicy Parkowej 11, działał od ok. 1936 r.
- Gerlach – fabryka w Drzewicy, działał od 1935 r.
- Gloria
- Grom – fabryka żyletek w Krakowie, działała od 1932 r.
- MEM – produkowane przy użyciu nazwy i maszyn producenta żyletek z Wiednia (M.E.Mayer Exportbureau, Wien I, Lobkowitzplatz)
- Zawisza – firma Polonus – Zawisza założona przez Stanisława Zawiszę w Warszawie przy ul. Srebrnej, działa od 1933 r.

Po 1945 roku
- Fabryka ostrzy do golenia, Rawa Mazowiecka od 1956 r.
  - Rawa Lux
  - Piast
  - Mazur
- Zakłady metalowe Wizamet, Łódź
  - Polsilver
  - Super Iridium
  - Karat